# Helikopter
Helikópter (grško helix - spirala + pteron - krilo), redko tudi vijákar ali vertoljet (rusko), je zrakoplov, težji od zraka, in za razliko od letal vzgona ne proizvaja s krili, temveč z vrtečim se rotorjem (vrtljivimi krili) (dvokraki rotor, štirikraki rotor, koaksialni rotor ...). 
Helikopterji so se v manjšem številu pojavili že pred drugo svetovno vojno, čeprav je sama zamisel helikopterja še starejša. Leonardo da Vinci je na primer razmišljal o takšnem letečem stroju. Pravi razvoj so doživeli po drugi svetovni vojni, prvo množično uporabo v vojaške namene pa med vietnamsko vojno. Ameriške letalske sile so izgubile več tisoč helikopterjev vendar so pri tem rešili več deset tisoč življenj.
Helikopterji so hitro postali nenadomestljive naprave na področju reševanja, iskanja, prevozov na odmaknjena področja, VIP transportov, gašenja požarov in drugih področjih.
Največji helikopter v zgodovini je bil ruski dvorotorski Mil Mi-12 (V-12 samo 2 prototipa izdelana) Homer, sposoben je bil dvigniti 40 ton tovora na višino 2000 metrov. Trenutno je največji helikopter je Mil Mi-26, ki lahko prevaža več kot sto potnikov ali pa 20 ton tovora.

## Delovanje
Ker rotorji ustvarjajo vzgonsko silo z vrtenjem okoli lastne osi, helikopter za dvig oziroma lebdenje ne potrebuje vodoravne hitrosti. Zaradi te lastnosti se helikopterji pogosto uporabljajo na območjih, ki so tako ali drugače težko dostopna. Za svoj vzlet in pristanek ne potrebujejo posebne vzletne steze in lahko delujejo z letalom nedostopnih mest, kot so na primer nebotičnik ali pa ladja s posebno ploščadjo.
Da se zaradi vrtenja rotorja v eno smer ne bi celotni preostanek helikopterja v zraku vrtel v nasprotno smer, imajo helikopterji po dva rotorja. Večina jih ima en velik rotor za ustvarjanje vzgona ter od osi velikega rotorja odmaknjeni in pravokotno postavljeni majhen rotor (repni rotor), ki z zračnim potiskom v nasprotni smeri nevtralizira vrtenje. Ta koncept je prvi uporabil rusko-ameriški letalski inženir Igor Sikorsky.
Obstaja še druga vrsta helikopterjev, ki pa ima po dva velika rotorja za ustvarjanje vzgona, vrteča se v nasprotno smer (na primer helikopterji podjetja Kamov in Kaman K-MAX). Takšna rotorja sta lahko nameščena bodisi na eni osi (enoosni rotor) bodisi na dveh različnih (dvoosni rotor). Tak helikopter je bil nemški Focke-Wulf Fw 61 ali pa novejši CH-47 Chinook in CH-46 Sea Knight. Slednja dva v konfiguraciji tandem.
Možna je tudi uporaba več rotorjev t. i. Multicopter, zaenkrat omejen na manjše raziskovalne helikopterje.
Razvili so tudi hibridni koncept letalo-helikopter Bell Boeing V-22 Osprey, imenovan Tiltrotot (premikajoči rotor), ki lahko vzleta in pristaja kot helikopter. Med letom se naklon rotorjev spremeni in plovilo postane propelersko letalo. Lahko leti skoraj dvakrat hitreje kot navadni helikopterji. Trenutno ga uporablja samo Ameriško vojno letalstvo, predvsen zaradi visoke cene nabave in začetnih težav pri uporabi. V razvoju za komercialne uporabo je tudi AgustaWestland AW609
Rotor na ameriških helikopterjih se vrti v nasprotni smeri urinega kazalca (gledano od zgoraj), pri ruskih (sovjetskih) in francoskih pa v smeri urinega kazalca. So pa tudi izjeme.

## Motorji
Motorji so ključnega pomena pri helikopterju, ki potrebuje za let lahke, zanesljive in močne motorje. Prvi motorji so bili predelani letalski batni motorji z notranjim zgorevanjem. Sprva so bili helikopterji precej manjši zaradi omejene moči takratnih motorjev.
Turbinski motorji, natančneje turbogredni, so revolucionirali helikopterje z veliko močjo in majhno težo ter visoko zanesljivostjo delovanja.  Uporabljajo kerozin, ki je dostopen na skoraj vseh letališčih in je cenejši od drugih vrst goriva. Tako so danes vsi helikopterji turbinski, razen malih kot so Robinson R22 in R44. 
Največji helikopterski motor je 11,399 konjski  Lotarev D-136 (8,500 kW) 
Sicer obstajajo tudi človeško gnani helikopterji, ki so ob največjih naporih atleta sposobni preleti nekaj decimetrov.

## Galerija
- CH-47 Chinook
- Sikorsky S-64 Leteči žerjav
- Zračno gašenje pošarov z Bell 205
- AgustaWestland Apache Jurišni jelikopter
- HH-65 Dolphin demonstracija reševanja
- Največji helikopter na svetu Mi-12 (V-12)